# Husdammskvalster
Husdammskvalster är ett icke-taxonomiskt samlingsnamn för flera kvalster runt om i världen vilka lever i anslutning till människans bosättningar. De två vanligaste arterna är Dermatophagoides pteronyssinus och Dermatophagoides farinae men även  Dermatophagoides microceras är väl spridd. Även vissa arter inom släktet Euroglyphus kallas för husdammskvalster. Husdammskvalster kallas även för huskvalster, dammkvalster eller sängkvalster. Husdammskvalster och förrådskvalster brukar man tillsammans kalla för dammkvalster.
Kvalstrernas taxonomi omformuleras hela tiden i och med ny forskning. Länge placerades husdammskvalstrerna i ordningen lårkvalster (Acariformes) i den orankade gruppen kvalster (Acari). Idag placeras gruppen i ordningen Astigmata.
Husdammskvalster är mikroskopiskt små, 0,1–0,3 mm och trivs i den reglerade omgivning som erbjuds av byggnader och trivs bäst i temperaturer på 20–25°C och en relativ fuktighet av 60–80%. I naturen dödas de av predatorer och av att utsättas för direkt solljus. De saknar lungor och andas direkt genom huden. De kan inte dricka utan tar upp och avger vatten direkt genom huden och är helt beroende av omgivningens fukt för att kunna upprätthålla vattenbalansen. Huskvalster saknar ögon och föredrar mörker. 
Livslängden är cirka en månad och under denna tid kan den vuxna honan lägga 50–100 ägg. En ny generation kvalster produceras ungefär var fjärde vecka.
Dessa dammkvalster anses vara det vanligaste upphovet till allergiska symptom i ett globalt perspektiv.[källa behövs] Allergenet är deras matsmältningsenzym och finns kvar i de exkrementer som de lämnar efter sig. 
Benämningen "husdammskvalster" är missvisande, då de dör vid ljuskontakt. Huskvalster/sängkvalster lever därför i tjocka textilier, t.ex. säng, soffa och tjockare mattor, och inte i damm.